# Tikaodacris
Tikaodacris is een geslacht van rechtvleugeligen uit de familie Romaleidae. De wetenschappelijke naam van dit geslacht is voor het eerst geldig gepubliceerd in 1978 door Descamps.

## Soorten
Het geslacht Tikaodacris omvat de volgende soorten:
- Tikaodacris callosa Descamps, 1983
- Tikaodacris elegantula Descamps, 1978